# Corinna (aranya)
Corinna és un gènere d'aranyes araneomorfes de la família dels corínnids (Corinnidae). Fou descrit per primera vegada per F. Karsch l'any 1880.
Viuen a Mèxic i al sud de Brasil, i algunes espècies a l'Àfrica.

## Taxonomia
Segons el World Spider Catalog amb data de 7 de febrer de 2019, hi ha les següents 84 espècies i una subespècie:
- Corinna aberrans Franganillo, 1926 – Cuba
- Corinna aechmea Rodrigues & Bonaldo, 2014 – Brasil
- Corinna aenea Simon, 1896 – Brasil
- Corinna alticeps (Keyserling, 1891) – Brasil
- Corinna andina (Simon, 1898) – Equador
- Corinna annulipes (Taczanowski, 1874) – Brasil, Guaiana Francesa, Perú
- Corinna anomala Schmidt, 1971 – Equador
- Corinna areolata Thorell, 1899 – Camerun
- Corinna balacobaco Rodrigues & Bonaldo, 2014 – Brasil
- Corinna bicincta Simon, 1896 – Brasil
- Corinna bonneti Caporiacco, 1947 – Guyana
- Corinna botucatensis (Keyserling, 1891) – Brasil
- Corinna bristoweana Mello-Leitão, 1926 – Brasil
- Corinna brunneipeltula Strand, 1911 – Nova Guinea
- Corinna buccosa Simon, 1896 – Amazonas
- Corinna bulbosa F. O. Pickard-Cambridge, 1899 – Mèxic fins a Panamà
- Corinna bulbula F. O. Pickard-Cambridge, 1899 – Panamà
- Corinna caatinga Rodrigues & Bonaldo, 2014 – Brasil
- Corinna capito (Lucas, 1857) – Brasil
- Corinna chickeringi (Caporiacco, 1955) – Veneçuela
- Corinna colombo Bonaldo, 2000 – Brasil, Argentina
- Corinna corvina Simon, 1896 – Paraguai
- Corinna cribrata (Simon, 1886) – Zanzíbar
- Corinna cruenta (Bertkau, 1880) – Brasil
- Corinna demersa Rodrigues & Bonaldo, 2014 – Brasil
- Corinna ducke Bonaldo, 2000 – Brasil
- Corinna eresiformis Simon, 1896 – Amazonas
- Corinna escalvada Rodrigues & Bonaldo, 2014 – Brasil
- Corinna ferox Simon, 1896 – Brasil, Perú
- Corinna galeata Simon, 1896 – Brasil
- Corinna granadensis (L. Koch, 1866) – Colòmbia
- Corinna grandis (Simon, 1898) – Brasil, Guyana
- Corinna haemorrhoa (Bertkau, 1880) – Brasil
- Corinna hyalina Rodrigues & Bonaldo, 2014 – Brasil
- Corinna ignota Mello-Leitão, 1922 – Brasil
- Corinna inermis (Bertkau, 1880) – Brasil
- Corinna javuyae Petrunkevitch, 1930 – Puerto Rico
- Corinna jecatatu Rodrigues & Bonaldo, 2014 – Brasil
- Corinna kochi (Simon, 1898) – Colòmbia
- Corinna kuryi Rodrigues & Bonaldo, 2014 – Brasil
- Corinna loiolai Rodrigues & Bonaldo, 2014 – Brasil
- Corinna longitarsis Strand, 1906 – São Tomé
- Corinna loricata (Bertkau, 1880) – Brasil, Uruguai, Paraguai, Argentina
- Corinna macra (L. Koch, 1866) – Colòmbia
- Corinna major Berland, 1922 – Kenya
- Corinna mandibulata Strand, 1906 – Etiòpia
- Corinna maracas Rodrigues & Bonaldo, 2014 – Brasil
- Corinna mexicana (Banks, 1898) – Mèxic
- Corinna modesta Banks, 1909 – Costa Rica
- Corinna mourai Bonaldo, 2000 – Brasil
- Corinna napaea Simon, 1898 – St. Vincent
- Corinna nitens (Keyserling, 1891) – Perú, Bolívia, Brasil, Uruguai, Paraguai, Argentina
- Corinna nossibeensis Strand, 1907 – Madagascar
- Corinna octodentata Franganillo, 1946 – Cuba
- Corinna olivacea Strand, 1906 – Etiòpia
- Corinna parva (Keyserling, 1891) – Brasil
- Corinna parvula Bryant, 1940 – Cuba, Hispaniola
- Corinna peninsulana Banks, 1898 – Mèxic
- Corinna perida Chickering, 1972 – Panamà
- Corinna phalerata Simon, 1896 – Brasil
- Corinna pictipes Banks, 1909 – Costa Rica
- Corinna plumipes (Bertkau, 1880) – Brasil
- Corinna propera (Dyal, 1935) – Pakistan
- Corinna pulchella (Bryant, 1948) – Rep. Dominicana
- Corinna punicea Simon, 1898 – St. Vincent
- Corinna recurva Bonaldo, 2000 – Brasil
- Corinna regii Rodrigues & Bonaldo, 2014 – Brasil
- Corinna rubripes C. L. Koch, 1841 (espècie tipus) – Brasil, Guyana
- Corinna sanguinea Strand, 1906 – Etiòpia
  - Corinna sanguinea inquirenda Strand, 1906 – Etiòpia
- Corinna selysi (Bertkau, 1880) – Brasil
- Corinna spinifera (Keyserling, 1887) – Nicaragua
- Corinna tatei Gertsch, 1942 – Veneçuela
- Corinna telecoteco Rodrigues & Bonaldo, 2014 – Brasil
- Corinna testacea (Banks, 1898) – Mèxic
- Corinna toussainti Bryant, 1948 – Hispaniola
- Corinna tranquilla Rodrigues & Bonaldo, 2014 – Brasil
- Corinna travassosi Mello-Leitão, 1939 – Brasil
- Corinna urbanae Soares & Camargo, 1948 – Brasil
- Corinna variegata F. O. Pickard-Cambridge, 1899 – Guatemala, Guyana
- Corinna venezuelica (Caporiacco, 1955) – Veneçuela
- Corinna vesperata Rodrigues & Bonaldo, 2014 – Brasil
- Corinna vilanovae Rodrigues & Bonaldo, 2014 – Brasil
- Corinna zecarioca Rodrigues & Bonaldo, 2014 – Brasil
- Corinna ziriguidum Rodrigues & Bonaldo, 2014 – Brasil